# NHL Entry Draft
NHL Entry Draft er et årligt møde, hvor hver deltagende ishockeyklub (franchise) i National Hockey League (NHL) systematisk udvælger retten til tilgængelige amatør ishockeyspillere, som lever op til kvalifikationskravene for udvælgelse (nordamerikanske ishockeyspillere mellem 18 og 20 år og europæiske ishockeyspillere uanset alder, som indtræder i ligaen for første gang). NHL Entry Draft afholdes én gang om året, som regel to til tre måneder efter den forrige sæsons afslutning. Under udvælgelsen skiftes ishockeyklubberne til at vælge amatørspillere fra junior-, college- eller europæiske ligaer.
Den første udvælgelse afholdtes i 1963, og har været afholdt hvert år siden da. NHL Entry Draft var kendt som "NHL Amateur Draft" indtil 1979, og har kun været en offentlig begivenhed siden 1980, og udsendt via fjernsyn siden 1984. Rækkefølgen af udvælgelse bestemmes af stillingerne i slutningen af den regulære sæson, men med et vinderhold af NHL's udvælgelseslotteri, hvorefter det rykker fire valg op i udvlgelsesrækkefølgen. Ishockeyklubber i bunden af den regulære sæsons stilling er mere tilbøjelige til at vinde i dette lotteri.